# Formação Djadokhta
A Formação Djadokhta (às vezes transcrita e também conhecida como Djadochta, Djadokata ou Dzhadokhtskaya) é uma formação geológica altamente fossilífera situada na Ásia Central, no Deserto de Gobi, datando do período Cretáceo Superior, cerca de 75 milhões a 71 milhões de anos atrás. A localidade tipo é a localidade Bayn Dzak, famosamente conhecida como "Penhascos Flamejantes" (Flaming Cliffs). Restos de répteis (incluindo dinossauros) e mamíferos estão entre os fósseis recuperados da formação.

## História de escavações
A Formação Djadokhta foi documentada e explorada pela primeira vez — embora apenas uma única localidade — durante expedições paleontológicas do Museu Americano de História Natural em 1922–1925, que faziam parte das Expedições Centro-Asiáticas. As expedições foram lideradas por Roy Chapman Andrews, na companhia de Walter Willis Granger como paleontólogo chefe e equipe de campo. A equipe fez uma extensa exploração na região de Bayn Dzak (anteriormente Shabarakh Usu), que eles apelidaram de "Penhascos Flamejantes" (Flaming Cliffs), já que ao pôr do sol os sedimentos desta localidade tinham uma cor avermelhada característica. Descobertas notáveis incluíram os primeiros fósseis conhecidos de Oviraptor, Protoceratops, Saurornithoides e Velociraptor, os primeiros ovos de dinossauro confirmados (um ninho parcial de Oviraptor), bem como mamíferos fósseis. Alguns deles foram brevemente descritos por Henry Fairfield Osborn durante os anos em andamento das expedições. Em 1927, a formação foi formalmente descrita e estabelecida por Berkey e Morris, com Bayn Dzak como a localidade tipo.
Em 1963, o paleontólogo Mongol Demberelyin Dashzeveg relatou a descoberta de uma nova localidade fossilífera da Formação Djadokhta: Tugriken Shireh. Durante as décadas de 1960 a 1970, expedições paleontológicas polonesas-mongóis e russas-mongóis coletaram novos espécimes parciais a completos de Protoceratops e Velociraptor nesta localidade, tornando essas espécies de dinossauros uma ocorrência comum em Tugriken Shireh. Algumas das escavações mais notáveis feitas em Tugriken Shireh incluem os espécimes conhecidos como Fighting Dinosaurs (Protoceratops e Velociraptor travados em combate, daí "Dinossauros Lutadores"), e abundantes esqueletos articulados, in situ (na pose original) e às vezes completos de Protoceratops.
Durante a década de 1980, uma expedição paleontológica conjunta soviética-mongol descobriu várias localidades ricas em fósseis mesozóicos no deserto de Gobi, na Mongólia. Entre esses sítios, Udyn Sayr foi descoberto e examinado pela expedição, considerando sua idade como Cretáceo Superior. Esta nova localidade era predominantemente rica em fósseis de avimímidos, com uma menor abundância de fósseis de mamíferos e outros dinossauros.
Em 1993, uma expedição colaborativa da Academia Mongol de Ciências e do Museu Americano de História Natural descobriu um novo sítio fóssil dentro da Formação Djadochta, chamado Ukhaa Tolgod, que se traduz em "Colinas Marrons". Este sítio produziu um número significativo de fósseis bem preservados, incluindo os de mamíferos, dinossauros, lagartos e ovos. A maioria dos espécimes é encontrada em articulação quase completa, indicando excelentes condições de preservação. Comparado a outros sítios fósseis mesozóicos, Ukhaa Tolgod se destaca por sua alta diversidade fóssil.